# Княжа Криниця в Крилосі
Княжа Криниця- Княжа криниця – джерело, що знаходиться в с. Крилос Галицького району Івано-Франківської області.

### Легенда
Існує легенда, що один із правителів Давнього Галича не збирався віддавати ворогам свою фортецю. Однак під час тривалої облоги води не вистачало. Тоді князь вийшов із своїм супроводом на високе місце, витягнув власного меча і встромив його в грунт. Одразу після цього звідти вдарив сильний потік води. Таким чином фортецю вдалось врятувати від спраги, а вороги вже незабаром відступили.
Князь наказав прочистити нове джерело і обкласти його камінням. Відтоді воно і називається Княжою криницею.
Існує інша версія переказу. За нею джерело виникло завдяки місцевому волхву. Коли воїни вже не могли витримати облоги, то попросили князя здатись. Правитель обдумував своє рішення цілу ніч, а під ранок зустрів старого волхва, який поради йому не відповідати дружині до наступного вечора. А під вечір старець провів князя на пагорб і попросив прослідкувати де падають останні сонячні промені. Там і поради мудрець копати, після чого князь встромив свого меча в землю і звідти вдарила вода.

### Сучасність
У 1998 році криницю було відреставровано, а біля неї облаштували оглядовий майданчик.